# Ngan bướu mũi
Ngan bướu mũi hoặc vịt xiêm là các tên gọi chung của một loài động vật với danh pháp hai phần Cairina moschata. Nòi ngan ở Việt Nam thì gọi là ngan ta, ngan nội, ngan dé, hay ngan cỏ. Đây là một loài trong họ Vịt có nguồn gốc từ México, Trung và Nam Mỹ. Một quần thể hoang dã nhỏ tồn tại trong khu vực miền nam Hoa Kỳ, thuộc lưu vực Rio Grande ở Texas. Cũng tồn tại các quần thể đã thuần hóa nhưng sống hoang dã trở lại ở Bắc Mỹ trong và xung quanh các công viên tại Hoa Kỳ và Canada. Mặc dù ngan bướu mũi là một loài chim nhiệt đới, nhưng nó đã thích nghi với các điều kiện băng tuyết với nhiệt độ xuống tới -12 °C (10 °F) hay thấp hơn mà không bị bệnh tật gì. Ngan bướu mũi hoang nói chung có bộ lông màu đen, xanh đen với cánh trắng, với các vuốt dài trên chân, đuôi rộng và phẳng. Ngan trống dài khoảng 86 cm và cân nặng khoảng 2,1-3,2 kg, to và nặng hơn so với ngan cái có kích thước 64 cm, nặng 0,97-1,3 kg. Đặc trưng đặc biệt nhất của ngan bướu mũi là mặt đỏ không lông với mào dễ thấy ở phần gần mũi, nổi u trông như một cái bướu và chòm lông mào hơi dựng đứng. Ngan con chủ yếu có bộ lông tơ màu vàng với các đốm nâu trên đuôi và cánh. Ngan con của một vài giống ngan thuần hóa có lông đầu sẫm màu và mắt xanh, những con khác có lông ở phần đầu màu nâu nhạt và các đốm sẫm màu trên gáy. Chúng khá nhanh nhẹn và có thể sống độc lập sau khi sinh. Ngan bướu mũi hoặc ngan cỏ, vịt xiêm hoang dã là nguồn gốc của tất cả các giống ngan nhà.

## Lịch sử

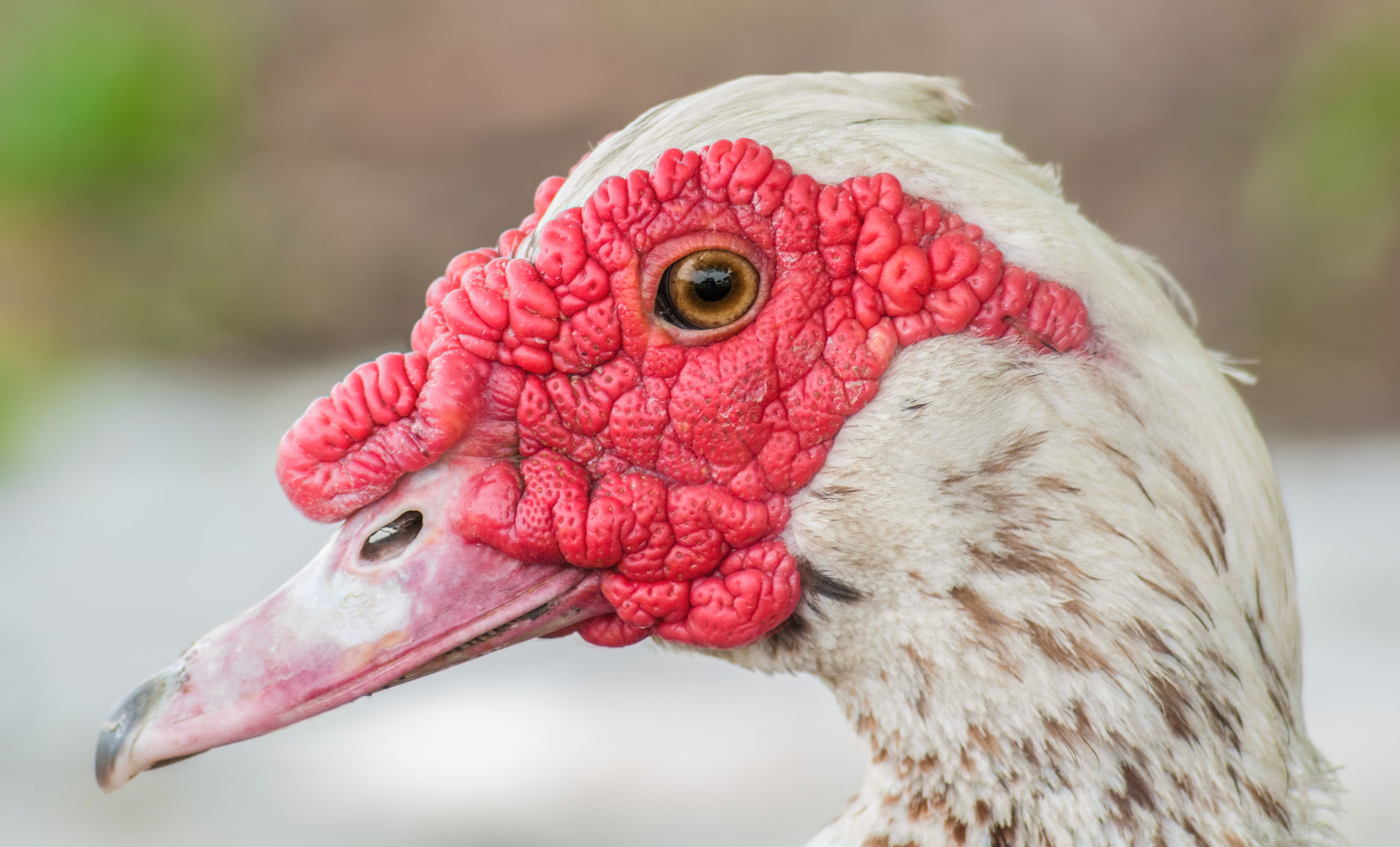
Đặc trưng mặt đặc biệt của ngan bướu mũi

Ngan bướu mũi đã được nhiều dân tộc bản địa châu Mỹ thuần hóa tại Tân thế giới trước khi Columbus tới đây. Theo một đề xuất thì những con ngan bướu mũi đầu tiên đã được các nhà thám hiểm châu Âu đưa về châu Âu có lẽ vào thế kỷ 16. Công ty Muscovy, còn gọi là Công ty Muscovite, đã bắt đầu vận chuyển ngan bướu mũi về châu Âu vào khoảng sau năm 1550.

## Tập tính

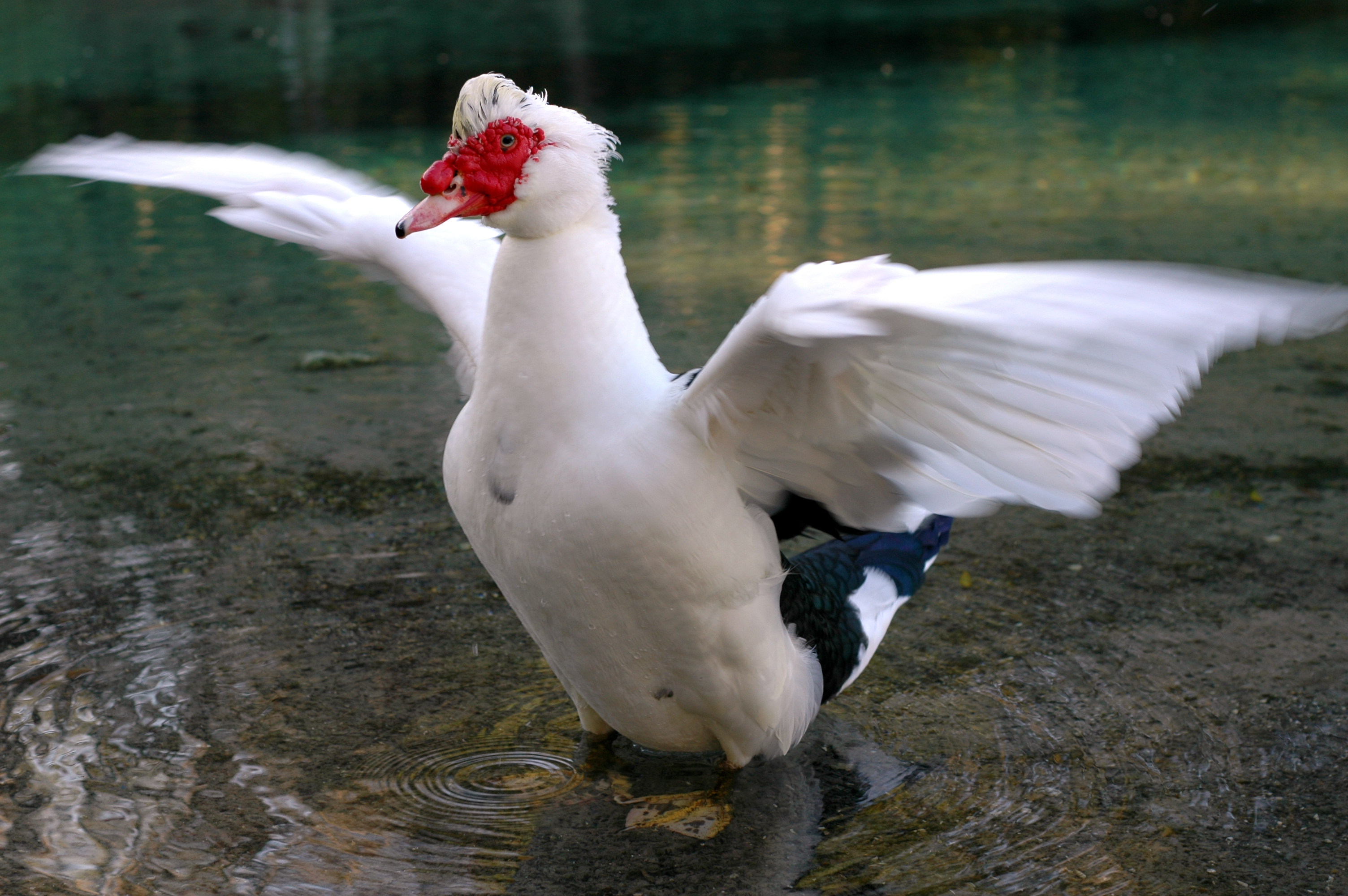
Một con ngan nhà với đôi cánh dang rộng

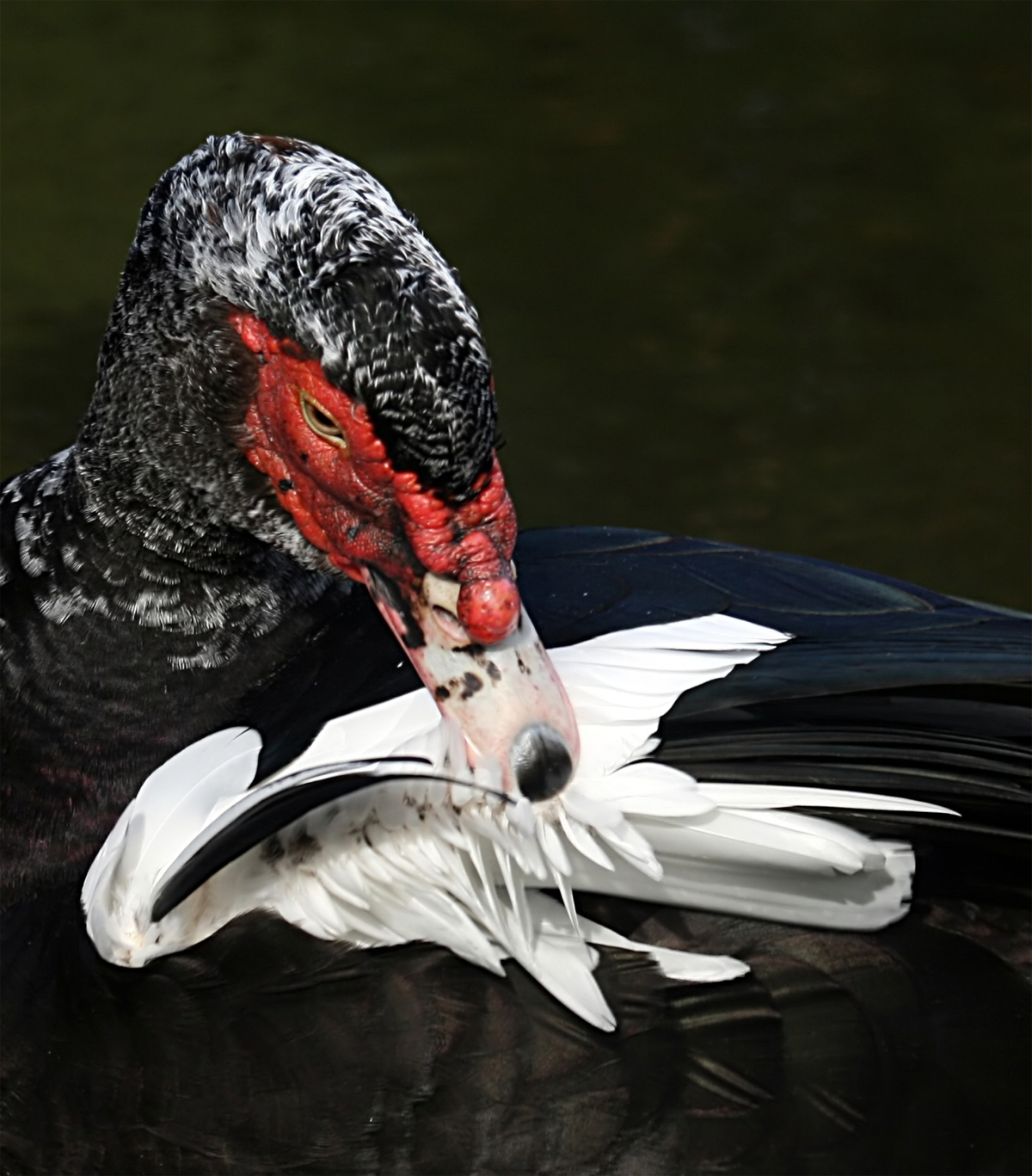
Một con ngan trống đang rỉa lông

Loài chim không di cư này thông thường sinh sống trong các đầm lầy trong rừng, các hồ hay các con suối và thông thường đậu trên cây vào thời gian ban đêm để nghỉ ngơi.
Ngan bướu mũi, giống như vịt cổ xanh, không tạo thành các cặp ổn định, và sẽ giao phối với các loài chim có quan hệ họ hàng gần khác để sinh ra con vô sinh. Cặp lai ghép chéo giữa ngan bướu mũi với vịt nhà là khá phổ biến và được sử dụng để làm nguồn cung cấp thịt: chúng lớn nhanh như các giống vịt có nguồn gốc từ vịt cổ xanh và có kích thước lớn như ngan bướu mũi. Ngan bướu mũi có thể giao phối dưới nước hoặc trên cạn.
Ngan mái thường đẻ một ổ khoảng 8-16 trứng màu trắng, thường là trong các lỗ hổng trên cây và ấp trong 35 ngày. Mỗi ngày ngan mái rời ổ từ khoảng 20 phút tới 1 hoặc 1,5 h để bài tiết, uống nước, ăn và tắm. Khi trứng nở cần khoảng 24 h để toàn bộ ngan con chui ra khỏi vỏ. Nói chung, trong khu vực ôn đới thì ngan con sẽ sống cùng ngan mẹ, đặc biệt là về đêm, trong khoảng 10-12 tuần do cơ thể của chúng chưa sản xuất đủ nhiệt lượng cần thiết.
Thông thường ngan bố cũng sống gần các con mình trong vài tuần. Nó bơi cùng các con để kiếm ăn và bảo vệ.
Ngan bướu mũi nói chung hơi hung hãn khi vào mùa sinh sản. Ngan trống thường đánh nhau để tranh giành thức ăn, lãnh thổ cũng như bạn tình. Ngan mái ít đánh nhau hơn. Ngan lớn cũng hay mổ ngan con nếu chúng ăn cùng chỗ.

## Thức ăn
Thức ăn của ngan bướu mũi bao gồm các dạng thực vật mà chúng thu lượm được nhờ sục sạo trong cỏ hay trong các vùng nước nông, cùng một số động vật có xương sống nhỏ và côn trùng. 

## Phân tích trình tự DNA
Trước đây người ta đặt ngan bướu mũi trong một kiểu gộp nhóm cận ngành gọi là "vịt đậu cây", nhưng sau này đã chuyển sang phân họ Vịt (Anatinae). Tuy nhiên, phân tích trình tự mtDNA của cytochrome b và NADH dehydrogenaza lại chỉ ra rằng nó có thể có quan hệ họ hàng gần với uyên ương (Aix) và tốt nhất nên đặt nó trong phân họ Vịt khoang (Tadorninae). Ngoài ra, loài còn lại của chi Cairina, ngan cánh trắng, dường như thuộc về chi khác biệt không cùng phân họ.

## Thuần hóa

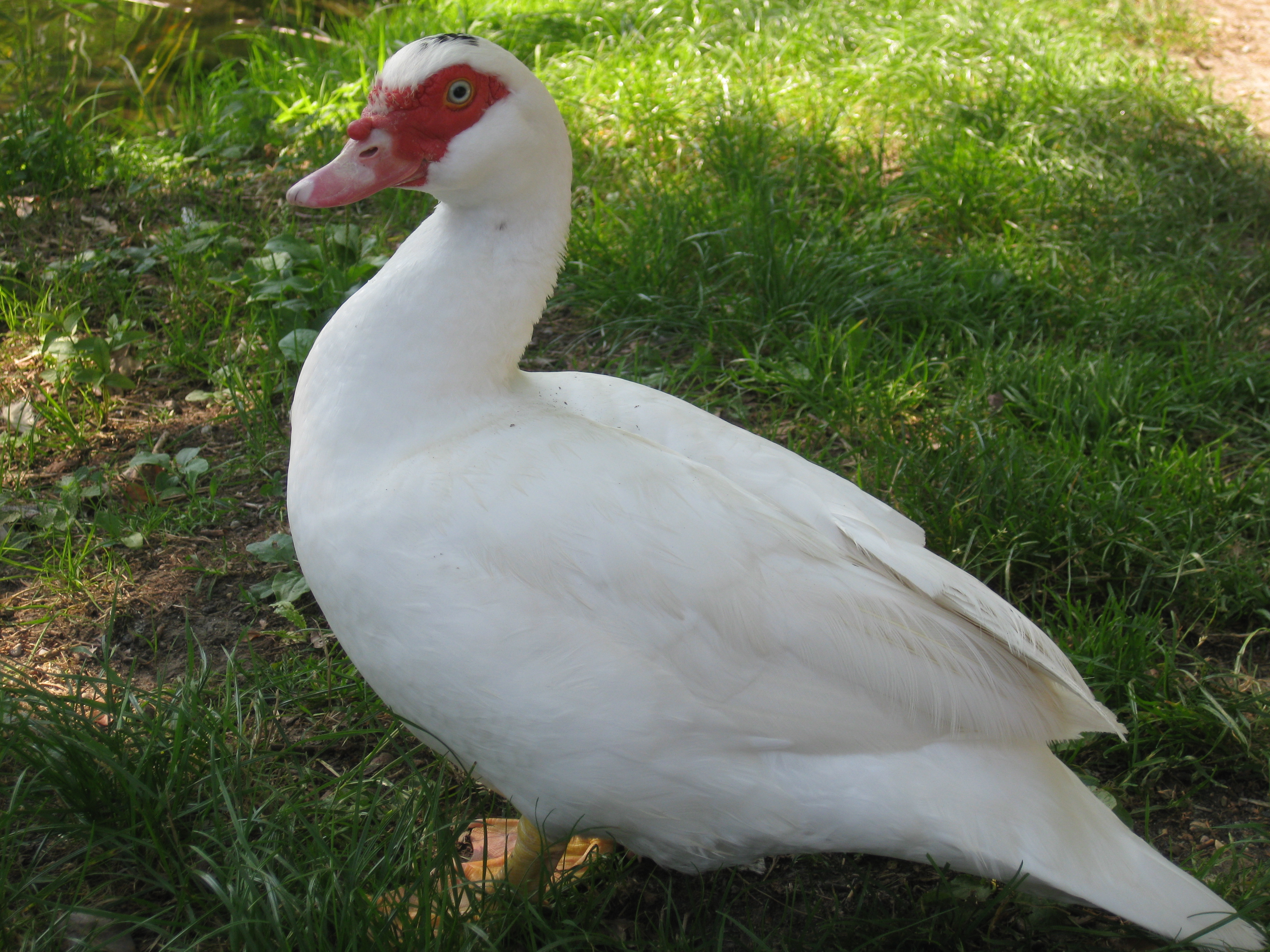
Ngan bướu mũi tại Ý

Ngan bướu mũi đã được thuần hóa từ nhiều thế kỷ trước. Thịt ngan cũng được ưa chuộng hơn so với phần lớn thịt từ các giống vịt nhà (có lẽ là hậu duệ đã thuần hóa của vịt cổ xanh) do nạc hơn, chứ không chứa nhiều mỡ như thịt vịt, độ nạc và mềm của thịt ngan có thể so sánh với thịt bê.
Các giống ngan thuần hóa thường có các đặc trưng bộ lông khác với của ngan hoang. Loại ngan có lông trắng thích hợp cho sản xuất thịt. Ngan mái nặng khoảng 2–5 kg (5-10 pao); ngan trống nặng khoảng 5–8 kg (10-17 pao).
Ngan thuần hóa có thể sinh sản tới 3 lần mỗi năm. Một số ngan nuôi đã thoát ra ngoài hoang dã và hiện tại sinh đẻ ngoài khu vực bản địa của chúng, như ở Tây Âu và Hoa Kỳ.
Ngan có thể lai ghép chéo với vịt nhà để sinh ra con lai vô sinh tức loài hỗn chủng (vịt Mulard). Ngan đực đã được lai ghép ở quy mô thương mại với vịt mái bằng cách thụ tinh tự nhiên hoặc nhân tạo. Khoảng 40-60% trứng nở thành vịt Mulard được nuôi để lấy thịt. Tương tự, việc lai ghép giữa vịt cổ xanh trống với ngan mái là có thể, dù con lai của chúng lại không cho thịt hay trứng với các đặc trưng mong muốn. Các con lai này thường được dùng trong sản xuất gan béo (foie gras).
Theo như tin đã đưa, tại Israel người ta đã lai ghép ngan với vịt cổ xanh để sản xuất các sản phẩm ăn kiêng của người Do Thái (kosher) từ vịt. Địa vị thức ăn kiêng của ngan là chủ đề tranh luận của người Do Thái trong trên 150 năm qua.
Con lai Mulard nuôi lấy thịt có ưu điểm: nhanh lớn hơn vịt và ngan (siêu trội), tuổi giết thịt ngắn hơn ngan, thịt ngon hơn thịt vịt, tỷ lệ mỡ thấp; khối lượng con đực và con cái chênh lệch nhau ít (ở ngan thuần chủng, khối lượng ngan cái chỉ bằng 60% ngan đực trong cùng điều kiện và thời gian nuôi).